# Barrie McKay
Barrie McKay (Paisley, 30 dicembre 1994) è un calciatore scozzese, centrocampista degli Hearts.

## Biografia
Ha un fratello, anch'esso calciatore.

## Caratteristiche tecniche
Esterno sinistro d'attacco, in grado di giocare su entrambe le fasce. Calciatore versatile e dotato di un'ottima tecnica, all'occorrenza può essere schierato sia a centrocampo che in attacco.

## Carriera

### Club
Muove i suoi primi passi - insieme al fratello Daniel - nel settore giovanile del Kilmarnock. Nel 2011 la società decide di interrompere il rapporto con il giocatore a causa di alcuni problemi all'anca sofferti da quest'ultimo. Nello stesso anno viene tesserato dai Rangers. Esordisce tra i professionisti il 13 maggio 2012 contro il St. Johnstone, subentrando al posto di Sone Aluko al 77'.
A fine stagione la squadra fallisce e riparte dalla quarta divisione scozzese. L'11 settembre 2012 sottoscrive un rinnovo quinquennale con i Gers. Il 30 marzo 2013 la squadra si assicura - con cinque giornate d'anticipo - la promozione in Scottish League One.
Il 27 dicembre 2013 passa in prestito per un mese al Greenock Morton. Il 28 gennaio 2014 il prestito viene esteso fino al termine della stagione.
Il 1º settembre 2014 passa in prestito fino al 1º gennaio 2015 al Raith Rovers. Il 31 dicembre le due società si accordano per il prolungamento del prestito fino a fine stagione.

### Nazionale
Il 14 novembre 2012 esordisce con la selezione Under-21 scozzese in occasione di Portogallo-Scozia (3-2) sostituendo David Smith a 10' dal termine. A distanza di tre anni viene nuovamente convocato per prendere parte alla partita tra Scozia e Ucraina, valida per le qualificazioni all'Europeo Under-21 2017.
In precedenza aveva vestito le maglie delle selezioni Under-17 e 19.
Il 4 giugno 2016 esordisce con la nazionale maggiore in un'amichevole persa 3-0 contro la Francia, sostituendo James McArthur a 5' dal termine dell'incontro.

## Statistiche

### Presenze e reti nei club
Statistiche aggiornate al 28 novembre 2024.
| Stagione              | Squadra               | Campionato            | Campionato | Campionato | Coppe nazionali | Coppe nazionali | Coppe nazionali | Coppe continentali | Coppe continentali | Coppe continentali | Altre coppe | Altre coppe | Altre coppe | Totale | Totale |
| Stagione              | Squadra               | Comp                  | Pres       | Reti       | Comp            | Pres            | Reti            | Comp               | Pres               | Reti               | Comp        | Pres        | Reti        | Pres   | Reti   |
| --------------------- | --------------------- | --------------------- | ---------- | ---------- | --------------- | --------------- | --------------- | ------------------ | ------------------ | ------------------ | ----------- | ----------- | ----------- | ------ | ------ |
| 2011-2012             | Rangers               | SPL                   | 1          | 0          | SC+CdL          | 0               | 0               | UCL+UEL            | -                  | -                  | -           | -           | -           | 1      | 0      |
| 2012-2013             | Rangers               | STD                   | 33         | 1          | SC+CdL          | 3+5             | 2+0             | -                  | -                  | -                  | SCC         | 3           | 1           | 44     | 4      |
| 2013-gen. 2014        | Rangers               | SL1                   | 2          | 0          | SC+CdL          | 0+1             | 0               | -                  | -                  | -                  | SCC         | 1           | 1           | 4      | 1      |
| gen.-giu. 2014        | Greenock Morton       | SC                    | 18         | 3          | SC+CdL          | -               | -               | -                  | -                  | -                  | SCC         | -           | -           | 18     | 3      |
| 2014-2015             | Raith Rovers          | SC                    | 23         | 1          | SC+CdL          | 2+0             | 1               | -                  | -                  | -                  | SCC         | -           | -           | 25     | 2      |
| 2015-2016             | Rangers               | SC                    | 34         | 6          | SC+CdL          | 6+3             | 2+0             | -                  | -                  | -                  | SCC         | 5           | 1           | 48     | 9      |
| 2016-2017             | Rangers               | SP                    | 35         | 5          | SC+CdL          | 4+7             | 0+1             | -                  | -                  | -                  | -           | -           | -           | 46     | 6      |
| Totale Rangers        | Totale Rangers        | Totale Rangers        | 103        | 12         |                 | 29              | 5               |                    | -                  | -                  |             | 9           | 3           | 141    | 20     |
| 2017-2018             | Nottingham Forest     | FLC                   | 26         | 5          | FACup+CdL       | 1+1             | 0               | -                  | -                  | -                  | -           | -           | -           | 28     | 5      |
| 2018-2019             | Swansea City          | FLC                   | 30         | 2          | FACup+CdL       | 1+0             | 1               | -                  | -                  | -                  | -           | -           | -           | 31     | 3      |
| 2019-gen. 2020        | Swansea City          | FLC                   | 4          | 0          | FACup+CdL       | 1+3             | 0               | -                  | -                  | -                  | -           | -           | -           | 8      | 0      |
| Totale Swansea City   | Totale Swansea City   | Totale Swansea City   | 34         | 2          |                 | 5               | 1               |                    | -                  | -                  |             | -           | -           | 39     | 3      |
| gen.-giu. 2020        | Fleetwood Town        | FL1                   | 8+2        | 2          | FACup+CdL       | -               | -               | -                  | -                  | -                  | FLT         | -           | -           | 10     | 2      |
| 2020-2021             | Fleetwood Town        | FL1                   | 26         | 2          | FACup+CdL       | 0               | 0               | -                  | -                  | -                  | FLT         | 2           | 1           | 28     | 3      |
| Totale Fleetwood Town | Totale Fleetwood Town | Totale Fleetwood Town | 34+2       | 4          |                 | 0               | 0               |                    | -                  | -                  |             | 2           | 1           | 38     | 5      |
| 2021-2022             | Hearts                | SP                    | 33         | 2          | SC+CdL          | 5+0             | 0               | -                  | -                  | -                  | -           | -           | -           | 38     | 2      |
| 2022-2023             | Hearts                | SP                    | 37         | 4          | SC+CdL          | 3+1             | 0               | UEL+UECL           | 2+6                | 0                  | -           | -           | -           | 49     | 4      |
| 2023-2024             | Hearts                | SP                    | 11         | 0          | SC+CdL          | 1+1             | 0               | UECL               | 2                  | 0                  | -           | -           | -           | 15     | 0      |
| 2024-2025             | Hearts                | SP                    | 8          | 0          | SC+CdL          | 0+1             | 0               | UEL+UECL           | 0+3                | 0                  | -           | -           | -           | 12     | 0      |
| Totale Hearts         | Totale Hearts         | Totale Hearts         | 89         | 6          |                 | 12              | 0               |                    | 13                 | 0                  |             | -           | -           | 114    | 6      |
| Totale carriera       | Totale carriera       | Totale carriera       | 329        | 33         |                 | 50              | 7               |                    | 13                 | 0                  |             | 11          | 4           | 403    | 44     |

### Cronologia presenze e reti in nazionale
| Cronologia completa delle presenze e delle reti in nazionale ― Scozia | Cronologia completa delle presenze e delle reti in nazionale ― Scozia | Cronologia completa delle presenze e delle reti in nazionale ― Scozia | Cronologia completa delle presenze e delle reti in nazionale ― Scozia | Cronologia completa delle presenze e delle reti in nazionale ― Scozia | Cronologia completa delle presenze e delle reti in nazionale ― Scozia | Cronologia completa delle presenze e delle reti in nazionale ― Scozia | Cronologia completa delle presenze e delle reti in nazionale ― Scozia |
| Data                                                                  | Città                                                                 | In casa                                                               | Risultato                                                             | Ospiti                                                                | Competizione                                                          | Reti                                                                  | Note                                                                  |
| --------------------------------------------------------------------- | --------------------------------------------------------------------- | --------------------------------------------------------------------- | --------------------------------------------------------------------- | --------------------------------------------------------------------- | --------------------------------------------------------------------- | --------------------------------------------------------------------- | --------------------------------------------------------------------- |
| 4-6-2016                                                              | Metz                                                                  | Francia                                                               | 3 – 0                                                                 | Scozia                                                                | Amichevole                                                            | -                                                                     | 84’                                                                   |
| Totale                                                                |                                                                       | Presenze                                                              | 1                                                                     |                                                                       | Reti                                                                  | 0                                                                     |                                                                       |

## Palmarès

### Club

#### Competizioni nazionali
- Scottish Third Division: 1

Rangers: 2012-2013
- Scottish Championship: 1

Rangers: 2015-2016
- Scottish Challenge Cup: 1

Rangers: 2015-2016